# John Fraser (fotbollsspelare)
John Fraser, född 15 december 1881 i Hamilton i Ontario, död 8 maj 1959, var en kanadensisk fotbollsspelare.
Fraser blev olympisk guldmedaljör i fotboll vid sommarspelen 1904 i Saint Louis.